# Diaglyptella quadrisulcata
Diaglyptella quadrisulcata är en stekelart som beskrevs av André Seyrig 1952. Diaglyptella quadrisulcata ingår i släktet Diaglyptella och familjen brokparasitsteklar. Inga underarter finns listade i Catalogue of Life.